# 레스톨 특수 구조대
「레스톨 특수구조대」는 대한민국의 서울무비에서 제작한 국내 창작 애니메이션으로 KBS, 일본 NHK BS2, 투니버스, 아리랑 TV에서 방영했던 총 26편의 TV 시리즈이다. 아시아와 태평양, 아메리카, 유럽 등 전 세계 30여개 국에서 동시 수출한 블록버스터급 대작으로 꼽힌다.

## 줄거리
2034년 인류가 무질서한 개발과 환경 파괴를 일삼으면서 세계 여러 곳에서 비정상인 자연재해가 빈발하고 있었다. 그 뒤 2035년 '지오노이드'는 작은 벤처기업에서 시작하여 '경혈 프로젝트'로 인해 세계정부에 관심을 끌어 상장하게 된다. '경혈 프로젝트'란 지구에 있는 어마어마한 7개의 에너지 포인트인 '경혈'을 찾아서 이곳에 타워를 세워 통제하기 위한 프로젝트이다. 이와 더불어 재해 구조와 경혈 지점 탐사를 위한 단체인 SRS(Special Rescue Services, 특수 구조 서비스)를 설립하였다. SRS에는 위성 궤도에 위치한 관제 사령 기지 알사트(R-Sat), 재해 현장에서 구조를 담당하는 다섯 기의 구조용 레스톨 로봇부대, 그리고 레스톨을 대기권 밖으로부터 재해 현장으로 빠르게 운송시키는 모함 쉘 다이버로 이루어져 있다.
'경혈'은 세계 곳곳에서 자연재해와 기상이변을 일으키며 이것을 전부 막지 못하면 옛날 공룡들처럼 인류도 지구상에서 사라진다는 결론을 내리고 '지오노이드'는 경혈의 추적과 피해자의 구조를 목적으로 5기의 구조용 로봇부대를 제작하는데 이것이 '레스톨 특수 구조대'이다. 리더인 '테오', '펑키', '미아', '오밍'은 선발로 각자 1호기, 2호기, 4호기, 5호기를 담당한다. 후에 합세하는 강마루는 뛰어난 게임실력으로 3호기를 담당하게 된다. 5명이 모두 모인 레스톨 특수 구조대는 경혈추적에 혼신의 힘을 다하지만 과거 네트워크 전쟁 때 핵심인물인 '카인'의 방해로 이들의 계획에 큰 지장이 생긴다. 훗날 서양식 성을 조사하던 도중에 성 안에 있는 카인에게 경혈타워는 재앙을 막는 것이 아니라 재앙을 일으키는 것이라는 이야기를 듣고 충격에 빠지며 지오노이드를 조종하며 '경혈 프로젝트'를 악용하여 세계 정복을 꿈꾸는 것은 네트워크 전쟁의 핵심인물인 '루시퍼'라는 말을 남기고 카인은 모습을 감춘다. 기회를 기다린 헤론은 모든 경혈포인트를 지배하고 자신의 정체를 들키자 버뮤다 삼각지대에 있는 '루시퍼타워'로 가서 세계정복을 실행했으나 제5경혈의 오류를 뒤늦게 깨닫고 경혈에 의해 사망한다.

### 방송 일시
| 방송 채널 | 방송일                            | 방송 시간 |
| --------- | --------------------------------- | --------- |
| KBS 2TV   | 1999년 1월 29일 ~ 7월 23일        | 종료      |
| KBS 2TV   | 2002년 7월 17일 ~ 2003년 1월 22일 | 종료      |

### 그 외의 방송사
투니버스

## 외주 방영
- 레스톨 특수 구조대 (대한민국 방영 제목): KBS2 1999년 1월 29일 ~ 7월 23일, 2기 방영: 2002년 7월 17일 ~ 2003년 1월 22일
- 장갑구조대 레스톨 (装甲救助部隊レストル, 일본 방영 제목): NHK BS2 1999년 10월 5일 ~ 2000년 4월 4일
- 텔레캐스트 스테이션 (Telecast Station, 홍콩 방영 제목): TVB 2000년 10월 17일
- 레스톨 (Restol, 필리핀 방영 제목): ABC-5
- (Restol, 카날 D 방영 제목)

## 스탭
- 책임 프로듀서: 이중환
- 편성기획: 장해랑
- 원작기획: 하윤신
- 사업기획: 박기종, 최진욱
- 시나리오: 김태관, Head Play
- 캐릭터 디자인: 양경일, 원성구
- 메카닉 디자인: 주영삼
- 배경 디자인: 김영, 이지송
- 소도구 디자인: 김민수
- 색지정: 김윤주
- 스토리보드: 이동익, 백승균, 임경원, 고성철

애니메이션 제작
- 원화감독: 이종경, 고승현, 신기천, 신기미, 최기석
- 원화: 김준환, 윤상훈, 최대성, 김영수
- 원화작감: 박소영, 안원섭
- 동화: 최민정, 최헌수, 김은영, 이강민
- 동화작감: 정종만, 김성희, 박경선
- 배경: 조재현, 김대진, 이승훈, 정상균, 설재훈, 안정희
- 컴퓨터 그래픽: 조상현, 김종현, 주재만
- 최종검사: 양옥자
- 제작담당: 이별남
- 제작진행: 박철, 이원민, 문상희

디지털 제작
- 채색: 김은희, 이소라, 윤정희, 정재민
- 촬영: 성미애, 남우선, 권미애, 남궁의정
- 편집: 윤철희
- 진행: 정재민
- 디지털 감독: 김영호, 박성현

종합 제작
- 그래픽 디자인: 임창욱
- 주제가 작사: 안정일
- 작곡: 심상현
- 노래: 한관희
- 제작: KM TV
- 녹음: 안단테
- 음향효과: 정창구, 최이화
- 음악: 방용석
- 음악제작: 헐리우드 매너
- 제작편집: 김동섭
- CG: 오윤정, 최윤선
- 프로듀서: 조인석, 민영문, 한화성
- 기획: KBS
- 공동제작: 금강기획, 서울무비

## 등장하는 노래
한국어판
(가사: 안정일, 작곡: 심상현, 3곡)
- 오프닝: 레스톨!, 노래: 한관희)
- 엔딩: Freedom, 노래: 한관희)
- 삽입곡: 너를 향한 기도, 노래: 한관희, 유별)

일본어판
- 오프닝: 한국어판과 동일한 가사를 사용했으며 별도의 노래 번역은 없었다.
- 엔딩: Crumbry Butterfly (가사: 山本景子, 작곡: 高橋圭一, 편곡: 山本隆一郎, 노래: K)

## 방영 제목
이 애니메이션은 아래와 같이 총 26화로 구성되어 있으며, 아래의 방영 제목은 한국어판과 일본어판 기준이다.
1. 신입대원 강마루 - ゲームの天才 (게임의 천재)
2. 첫 출동 - 初出動 (첫 출동)
3. 잠수함을 구하라 / 해일 아래에서 - 水の壁 (물의 벽)
4. 타워를 지켜라 - 白い危険地帯 (흰 위험지대)
5. 고공탈출 - 空からの脱出 (하늘로부터의 탈출)
6. 공포의 토네이도 / 바람의 날 - カインの挑戦 (카인의 도전)
7. 미로 속의 위기 - 地下迷路 (지하 미로)
8. 블리칸을 막아라 / 카인의 반격 - 巨人の伝説 (거인의 전설)
9. 휴양지에서 생긴 일 - レストルの休日 (레스톨의 휴일)
10. 제5경혈추적기의 행방 / 화염지대 - 赤い流れ (붉은 흐름)
11. 폭우 속의 음모 / 폭우 속의 음모 (상) - 雨音が危機を呼ぶ・前編 (빗소리가 위기를 부른다 - 전편)
12. 대결, 카인과 헤론 / 폭우 속의 음모 (하) - 雨音が危機を呼ぶ・後編 (빗소리가 위기를 부른다 - 후편)
13. 녹색의 함정 (상) - 悪夢の咲く島・前編 (악몽이 피는 섬 - 전편)
14. 녹색의 함정 (하) - 悪夢の咲く島・後編 (악몽이 피는 섬 - 후편)
15. 희망의 빛 - ひとすじの光 (한 줄기의 빛)
16. 또 다시 현장으로 - もう一人の天才 (또 한 사람의 천재)
17. 심해의 S.O.S. - 浮上 (부상)
18. 마지막 순간까지 - 炎の救助部隊 (불길의 구조 부대)
19. 폭주의 거리 - 追跡 (추적)
20. 카인의 성 - タワーの秘密 (타워의 비밀)
21. 위기의 알사트 - 裏切り (배반)
22. 핵미사일을 막아라 / 하늘로부터의 공포 - 悪魔が動きだす (악마가 움직이기 시작한다)
23. 사막의 전투 - レストル抹殺計画 (레스톨 말살 계획)
24. 루시퍼 타워를 찾아라 - 戦士の伝言 (전사의 전언)
25. 절망의 카운트다운 - 闇が迫る (어둠이 다가온다)
26. 희망의 이름으로 - ラストフライト (마지막 비행)

## 출연 로봇
- 레스톨 1호기
- 레스톨 2호기
- 레스톨 3호기
- 레스톨 4호기
- 레스톨 5호기

## 등장인물
성우는 원판과 일본어 더빙판 순서이다.
테오(Teo)
성우 - 故 김일 / 히야마 노부유키
16살이며 레스톨 특수 구조대의 리더이며 1호기의 조종사이다. 항상 밝은 성격으로 팀을 이끌어나가며 엄청난 조종실력을 가지고 있다.
펑키(Punky)
성우 - 성병숙 / 이케자와 하루나
15살이며 레스톨 2호기 조종사이며 취미는 운동이다. 늘 말썽부리는 마루를 혼내는 역할을 하고 있다.
강마루(Kang Maru)
성우 - 최원형 / 야마구치 타카유키
뒤늦게 합류하여 3호기 조종사가 되었다. 실력은 팀에서 최고지만 다소 난폭한 조종과 엉뚱한 모험 때문에 레스톨이 자주 고장난다. 게임은 거의 중독 수준이며 인생의 대부분을 게임과 비슷하게 생각한다. 마음 속으로 미아를 좋아하지만 자주 싸우지만,
레스톨 대원들이 아무도 상상못한 해결책을 찾아 사고를 막아내는 결정적인 역할을 한다.
미아(Mia)
성우 - 김수경 / 오리카사 후미코
14살이며 레스톨 4호기 조종사이며 대부분 섬세한 작업을 맡고 있다. 미아도 마루에게 관심을 보이면서 항상 싸운다.
오밍(Oming)
성우 - 김혜미 / 나가사와 미키
10살이라는 최연소의 조종사로 5호기를 조종한다. 통신, 탐색 등의 복잡한 일을 맡고 있고 팀 내에서 가장 유식하고 팀원들에게 귀여움을 받고 있다. 마루는 순수한 오밍을 꼬드겨 게임에 빠뜨리고 있다. 오밍은 마루가 존경스러운듯 잘 따른다.
코우선장
성우 - 장광 / 카유미 이에마사
레스톨 수송선인 '쉘다이버'의 선장이며 레스톨 팀의 아버지같은 존재이다. 항상 뛰어난 판단력으로 상황을 처리하지만 레스 사령관과는 의견이 맞지 않아서 갈등을 자주 일으킨다. 마지막 회에서 쉘다이버에 있던 모든 사람들을 내려보낸 뒤 혼자 쉘다이버에 남아 루시퍼타워와 충돌하여 자폭한다. 40세.
레스사령관
성우 - 최문자 / 미나구치 유코
레스톨 기지인 '알사트'의 사령관이며 모든 주요 기능을 담당한다. 냉정한 판단력 때문에 코우 선장과 갈등이 많으며 한때 루시퍼로 오해를 받기도 한다. 29세.
빅터박사
성우 - 故 최병상 / 아소 토모히사
레스톨의 개발자로 괴상한 기계 만들기와 마루한테 장난치기, 저질 음반 만들기가 특기이며 주로 정보, 기술 분야를 담당한다. 마루와 하는 행동이 비슷하고 본인은 가수에 관심이 있는지 몰래 음반을 만들어서 회의시간에 틀어서 사람들을 당황시키는 등 나이에 안 맞게 말썽을 피운다. 58세.
헤론 부사장
성우 - 故 최병상 / 모리카와 토시유키
지오노이드의 부사장으로 네트워크 전쟁 때 루시퍼, 카인 다음으로 제3의 천재로 불리지만 그의 정체는 루시퍼였다. 경혈로 세계정복의 야망을 꿈꾸다가 루시퍼 타워의 붕괴로 사망한다.
한스
성우 - 이정구 / 사카구치 코이치
헤론의 비서쯤 되는 인물로 마루를 스카웃하고, 카인을 쫓는 등 여러 가지 일을 하지만 루시퍼와 함께 죽는다.
카인
성우 - 강구한 / 히라노 토시타카
네트워크 전쟁 때의 핵심인물로 기술을 이용하여 테러같은 범죄를 저지른다 경혈 프로젝트를 방해하고 처음에는 완전 악당으로 묘사되었지만, 나중에는 루시퍼의 정보를 알사트에 전송하는 등 좋은 일을 한다.
제이
성우 - 임은정 / 마스다 유키
빅터박사의 조수로, 마루와 사귀는 것으로 오해받아 미아와 삼각관계가 형성된다.
긴가민가
성우 - 홍영란
빅터박사가 만든 오리로봇인데 자기가 개인줄 알고 멍멍 짖는다. 미아의 부탁으로 미아의 소유가 된다.

## 평가 및 반응
레스톨 특수 구조대는 한국의 애니메이션 수준을 한 층 더 업그레이드시킨 작품으로 평가 받고 있다. 이 애니메이션은 전투형 보다는 인명구조와 같은 구조 작업에 초점을 맞추고 만들어진 데에다 사실적인 메카 디자인과 설정 등으로 주목을 받았다. 일본에서도 현지 시청자들의 요청에 따라 한국어판 오프닝에 일본어 자막으로 들어간 영상을 따로 선보일 만큼 가장 긍정적인 반응을 얻었다.
이 애니메이션은 비록 국내 제작 애니메이션 이기는 하지만, 대한민국 영상물등급위원회에 의해 레스톨 특수 구조대에 나온 미아의 수영복 부분에 대한 일부 영상이 삭제되기도 했다.